# Barragem Eujácio Simões
A Barragem Eujácio Simões (antes nomeado Açude Landulfo Alves) é uma represa formada pela confluência de dois pequenos rios que, juntos, formam o rio Jacaré, na cidade brasileira de Barra do Mendes, estado da Bahia.
É formado pela confluência do Rio do Meio e pelo Riacho dos Milagres, que integram a Bacia do São Francisco.
Foi construído pelo Departamento Nacional de Obras Contra a Seca (DNOCS), inaugurado em 1954 como "Açude Público Barra do Mendes", ainda pertencente ao município de Brotas de Macaúbas, "com capacidade de 1.000.000 m³". Em 1956 o governo federal liberou verbas para a "restauração" do açude.
Em 2021, com as fortes chuvas que marcaram o verão baiano naquele ano, o açude veio a transbordar, algo que não era visto em mais de duas décadas.